# بيلي ويلسون (لاعب كريكت)
بيلي ويلسون (بالإنجليزية: George Wilson)‏ (27 أبريل 1868 بملبورن في أستراليا - 9 مارس 1920 بملبورن في أستراليا) هو لاعب كريكت أسترالي. لعب مع فريق فكتوريا للكريكت ونادي مقاطعة ساسكس للكركيت ‏.

## وصلات خارجية
- جورج ويلسون على موقع إي آس بي آن كريك إنفو (الإنجليزية)